# Ukraine
|  | Denne artikel kan blive påvirket af en aktuel begivenhed Informationerne i artiklen kan blive ændret hurtigt, som begivenheden skrider frem. Indledende nyhedsrapporter kan være upålidelige. De seneste ændringer på denne artikel reflekterer muligvis ikke den mest aktuelle information. |

Ukraine er et land i Østeuropa. Det grænser op til Rusland mod øst, Hviderusland (Belarus) mod nordvest, Polen, Ungarn og Slovakiet mod vest, Rumænien og Moldova mod sydvest, og Sortehavet og Det Azovske Hav mod henholdsvis syd og sydøst. Ukraine er i øjeblikket – ud over nedennævnte russiske invasion af de østlige republikker – involveret i en territorialstridighed med Rusland over Krimhalvøen, som Rusland besatte i 2014, men som Ukraine samt hovedparten af det internationale samfund anerkender som ukrainsk.
Ukraine er verdens 46. største land. Ukraine har et indbyggertal på 44,13 millioner. Det er dermed det 32. folkerigeste land i verden.For nærværende har FN anslået indbyggertallet til 34,1 millioner (uden Krim og Sevastopol) den 1. januar 2023, som ikke inkluderer Krim-halvøen med Sevastopol.
Ukraine er en enhedsstat med et semipræsidentielt styre. Magten er adskilt i en lovgivende, udøvende og dømmende instans. Ukraines hovedstad og største by er Kyiv. Medregnet paramilitære grupper har Ukraine, næst efter Rusland, den største hær i Europa. Landet er hjemsted for 41,5 millioner indbyggere (2021), hvoraf 77,8 procent er etniske ukrainere,  men anslået over 2 millioner ukrainske statsborgere befinder sig i udlandet på mere eller mindre permanent ophold. De største etniske minoriteter i landet er russere (17,3 procent), rumænere/moldovere, hviderussere, krimtatarer, bulgarere, ungarere, albanere og gagauzer. Landets officielle sprog er ukrainsk, og dets alfabet er kyrillisk. Langt størstedelen af ukrainerne tilhører den ortodokse tro, hvilket i høj grad har påvirket ukrainsk arkitektur, litteratur og musik. Ukraine er medlem af FN, Europarådet, Organisationen for sikkerhed og samarbejde i Europa, GUAM og indtil 2014 også SNG.

## Etymologi
Betegnelsen Ukraine er afledt af fællesslavisk краj (tr. kraj), "egn", "område", "(ud-)kant", omtrent svarende til udkant under henvisning til territoriets historiske rolle i 1200-1700-tallet i periferien af stærkere statsdannelser som Rusland og Polen-Litauen.
Navnet forekommer for første gang i Nestorkrøniken fra 1189. I middelalderen blev betegnelsen Ukraine specielt brugt om områderne omkring Kyiv.
Befolkningen i Kiev-området fik efterhånden betegnelsen «lillerussere» for at skelne dem fra befolkningen i Moskva-området («storrussere»). Efter at Ukraine kom under russisk kontrol, gik ordet Ukraine ud af brug til fordel for betegnelsen Lillerusland. Ukraine gennemgik en national opvågning i anden halvdel af det 19. århundrede, og ved indgangen til det 19. århundrede var Ukraine igen den almindelige benævnelse. Begrebet omfattede da omtrent det som er nutidens ukrainske stat med undtagelse af Krim.

## Geografi
Ukraine er Europas næststørste land efter den europæiske del af Rusland. Landet har et areal på 603.700 km² og en kystlinje på 2.782 km.
Landskabet i Ukraine består hovedsagelig af frugtbare sletter eller stepper, hvoraf den største er den Pontisk-Kaspiske slette, samt højsletter. Gennem disse løber floder som bl.a. Dnepr, Dnestr og sydlige Bug. Alle disse løber ud i Sortehavet eller det mindre Azovske Hav. I sydvest danner Donau-deltaet grænsen mod Rumænien.
Landets eneste bjergområde er Karpaterne i vest, hvor man finder Ukraines højeste bjerg Hoverla (2061 moh.). De ukrainske Karpater er en del af de østlige Karpater. De er placeret i det sydvestlige hjørne af det vestlige Ukraine. De strækker sig generelt i retning nordvest-sydøst, starter ved Ukraines tredelte grænsepunkt med Polen og Slovakiet og fortsætter mod den ukrainske grænse til Rumænien. Med hensyn til geologisk klassificering tilhører de ukrainske Karpater to karakteristiske kategorier, hvor hovedparten tilhører de ydre østlige karpater og en mindre del til de indre østlige karpater.
De fem største ukrainske byer er hhv. Kyiv (hovedstad), Kharkiv, Donetsk, Dnipropetrovsk og Odessa, hver med mere end 1.000.000 indbyggere.
Ved en reform den 17. juli 2020 blev antallet af rajoner (regioner) mindsket fra 490 til 136 og hromadaer (kommuner) steg til 1.469, hvoraf 19 havde over 250.000 indbyggere (1. januar 2022).
I 1800-tallet var Odessa en af Ruslands vigtigste byer og en vigtig havneby med trafik fra hele verden. Odessa var sammen med Sankt Petersborg og Moskva de mest internationale byer. Odessa er Ukraines vigtigste havneby.
Det østlige Ukraine har kulturelt og demografisk meget til fælles med Rusland. Det vestlige Ukraine minder mere om Centraleuropa. De historiske områder Volhynien og Øst-Galicien indgik i lange perioder i Den polsk-litauiske realunion. Galicien tilhørte senere Østrig-Ungarn. Hovedstaden Kyiv er landets industri-uddannelses- og kulturcenter. Kharkiv er Ukraines anden største by og ligger i den nordøstligste del, nær grænsen til Rusland.

### Klima
Ukraine har hovedsagelig et tempereret klima. På Krim er klimaet mere lig det man finder i kystområderne i Middelhavet. Der kommer mest nedbør i vest og nord og mindre i øst og sydøst. Vinterklimaet varierer fra forholdsvis køligt langs kysten af Sortehavet til koldere i indlandet. Generelt er der høje sommertemperaturer i landet. Der er moderat nedbør og en stor fordampning i lavlandet, hvorved næringsstofferne i markerne ikke så let udvaskes.
Efter alvorlige miljøulykker såsom Tjernobyl-atomulykken har regeringen sat sig som mål at gennemføre reformer for naturbeskyttelse. Der er 49 nationalparker i Ukraine, såvel som det ukrainske samfund for naturbevarelse.

### Grænser
Ukraines landegrænser følger naturskabte skillelinjer. Landets kerneområde er skovløst sletteland, og det ukrainske lavland indgår i en stor steppe der strækker sig fra den ungarske puszta til Sibirien. Nær Dnestr grænser Ukraine til den ikke anerkendte republik Transnistrien (regnet som del af Moldova på den anden side af Dnestr). Moldova ligger på samme slette som Ukraine.

### Folkegrupper
Ved folketællingen i Ukraine i 2001 opgav 77,8 % at de var af ukrainsk etnicitet. Etniske ukrainere udgør 75,8 % mens etniske russere udgør 17,3 % af befolkningen og rutenere ca. 2 %. Rutenere regnes som en egen folkegruppe i statistikkerne (under Østrig-Ungarn blev alle ukrainere kaldt rutenere) og de taler et sprog eller dialekt nært beslægtet med ukrainsk. Tal fra 1990-årene opgiver 73 % etniske ukrainere og 22 % etniske russere. Andre befolkningsgrupper er hviderussere (0,6 %), moldovere (0,5 %), krimtatarer (0,5 %), bulgarer (0,4 %), ungarere (0,4 %), polakker (0,4 %), rumænere (0,3 %), jøder (0,3 %), armeniere 0.2 %), grækere (0.2 %), tatarer af anden oprindelse end Krim (0.2 %), sigøjnere, gagauz (i Bucak-området), tjetjenere, georgiere og andre folk fra Kaukasus, og etniske tyskere. Omkring 25 % af befolkningen er ikke etnisk ukrainsk og til sammen er over 90 % af befolkningen fra slavisktalende folkegrupper (ukrainsk, russisk, polsk, hviderussisk og bulgarsk). I 1990-årene efter opløsningen af Sovjetunionen blev andelen af jøder anslået til 0,9 % og var da den næststørste minoritet, mens etniske ukrainere i øst altid har været russiske/sovjetiske undersåtter (indtil Ukraine blev en egen stat i 1991/1992).
I området omkring Tjernivtsi og i Nord-Bukovina er omtrent 20 % af indbyggerne etniske rumænere.
Etter opløsningen af Sovjetunionen har Ukraine haft en mere liberal politik for statsborgerskab for etniske russere end for eksempel Tjernivtsi, Letland og Estland. Alle etniske russere som var i Ukraine da statsborgerloven blev vedtaget i 1991 fik tilbud om statsborgerskab, motivet var blandt andet at undgå at etniske minoriteter skulle ønske at slutte sig til andre stater. Etniske russere i Ukraine oplever i mindre grad at befinde sig i et fremmed kulturelt miljø (med delvis undtagelser for områderne helt mod vest). I 1989 blev det anslået at en tredjedel af etniske russere i Ukraine talte ukrainsk flydende.
I Moldova er omkring 14 % af indbyggerne etniske ukrainere og 13 % etniske russere. I udbryderrepublikken Transnistria er 26 % etniske ukrainere og 24 % etniske russere.

### Sprog
Ukrainsk er det officielle sprog og det sprog som benyttes til daglig af et flertal af indbyggerne. 11,4 % af Krims indbyggere har krimtatarisk som modersmål, andre sprog er russisk, ungarsk, rumænsk og polsk. Ukrainsk er også tidligere blevet omtalt som "lillerussisk".
Ukrainsk er nært beslægtet med russisk. Den latiniserede form af stednavne på ukrainsk skiller sig fra russisk, for eksempel skrives hovedstadens navn med latinske bogstaver som Kijev eller Kiev efter russisk udtale mens latiniseringen fra ukrainsk skrives navnet Kyiv eller Kyjiv. Russerne har i varierende grad anset ukrainere som et eget folk. I sovjettiden sendte mange forældre børnene i russiske skoler fordi den sproglige afstand er minimal og russisk forblev et vigtig sprog i det daglige efter opløsningen af Sovjetunionen. I 1990-årene blev russiske aviser og TV-programmer foretrukket også af etniske ukrainere. TV-kanalen ORT fungerede som en fælles kanal for hele Fællesskabet af Uafhængige Stater.
Da det ukrainske sprog og kultur blev undertrykt i Rusland fungerede Lviv og Galicja som centrum for ukrainsk-sproglig litteratur og kulturliv.

## Historie
Der har boet mennesker i Ukraine siden 32.000 f.Kr. I middelalderen var området centrum for østslavisk kultur, da det magtfulde Kijevrige lagde fundamentet for ukrainsk identitet.
Efter Kijevrigets opløsning i 1200-tallet blev det nuværende Ukraine involveret i territoriale stridigheder. Området indgik således i talrige statsdannelser som Storfyrstendømmet Litauen, Den polsk-litauiske realunion, Det Osmanniske Rige, Østrig-Ungarn og Rusland. I det 17. og 18. århundrede opstod og blomstrede en regional kosakrepublik, men dens territorium blev med tiden delt mellem Polen og Det Russiske Kejserrige, indtil området til sidst blev fuldstændigt indlemmet i Rusland.
I 800-1200-tallet var dele af nutidens Ukraine, Hviderusland og Rusland samlet i Kijevriget, men Rusland og Hviderusland er ikke efterfølgere til Kievan Rus. Blandt andet handledes med Konstantinopel. I 988 blev kristendommen indført med Vladimir den Store, den daværende regents konvertering.
Kijevriget blev efterhånden opsplittet i flere fyrstendømmer, og Ukraines område blev i 1240 bytte for mongolernes invasioner.[kilde mangler]
De første mongolske angreb i det ukrainske område var kommet i 1222 og 1223.
I 1200- og 1300-tallet lykkedes det Storfyrstendømmet Litauen at forene flere af de tidligere russiske fyrstedømmer vest for Dnepr.[kilde mangler]
1362 kom også Kijev under litauisk kontrol. Litauen indgik efter en række nederlag til Storfyrstendømmet Moskva i 1569 i Den polsk-litauiske realunion med Polen. Områderne øst for Dnepr var i 1686 en del af Zar-Rusland og blev gradvist russificeret. Områderne vest for Dnepr var en del af den polsk-litauiske realunion og blev i 1795 en del af de Habsburgske Arvelande og kom under vestlig indflydelse. I denne periode blev grunden lagt til de nuværende modsætninger mellem det vestlige og det østlige Ukraine.
I det 19. århundrede begyndte en national bevægelse at udvikle sig i det nuværende Ukraine. Det afviste ideen om det treenige russiske folk af storrussere, lillerussere og hviderussere, som blev foretrukket af tsarregeringen, og stræbte efter dannelsen af en "ukrainsk" nation og som det endelige mål en nationalstat. Vigtige nationale pionerer var nationaldigteren Taras Shevchenko samt historikerne Mykola (Nikolai) Kostomarov og Mychajlo Hruschewskyj. I anden halvdel af det 19. århundrede blev den ukrainske nationale bevægelse undertrykt af myndighederne ved at man forbød skoler og visse politiske publikationer på det ukrainske sprog (dengang kendt som den lillerussiske dialekt). Derfor flyttede den nationale bevægelses fokus til det østrigske Galicien, hvor ukrainerne (ruthenerne) i modsætning til Rusland blev anerkendt som nationalitet. I konkurrence med den "ukrainske" identitet var en "lillerussisk" identitet, der var mere orienteret mod Rusland.
I 1922 oprettede Den Ukrainske Socialistiske Sovjetrepublik sammen med de russiske, hviderussiske og transkaukasiske sovjetrepublikker Sovjetunionen. Op til 2. verdenskrig undergik den østlige del af Ukraine en kraftig industriel udvikling. Industrialiseringen havde omkostninger for landbefolkningen, specielt kulakkerne. For at opfylde statens behov for øgede fødevareforsyninger indførtes et program for kollektivisering af landbruget, hvor bøndernes jord og trækdyr overgik til kollektivbrugets ejendom.
Holodomor i 1932-1933 betragtes af Ukraine, ukrainere og mange andre lande som en kunstig hungersnød designet til russificering; det var en form for undertrykkelse, der dræbte mere end 2,4 millioner mennesker.
1939 blev de østslavisk befolkede vestlige dele af Ukraine, der var blevet indtaget af Polen under den polsk-sovjetiske krig efter afslutningen af 1. verdenskrig som følge af ikke-angrebspagten mellem Tyskland og Sovjetunionen, en del af Ukrainske SSR og dermed en del af Sovjetunionen.
1941 angreb Nazityskland Sovjetunionen og indledte en storstilet forfølgelse af jøder og tvangsrekruttering af "Ostarbeiter" — østarbejdere.
Under den tyske besættelse mistede Ukraine en sjettedel af befolkningen. Der blev udført massemord på jøder, polakker og sovjetiske krigsfanger. Mere end to millioner ukrainere blev deporteret til Tyskland som arbejdere fra øst. 2. verdenskrig krævede omkring fire millioner civile liv i Ukraine, herunder omkring halvanden million jødiske ukrainere. Næsten hele den jødiske befolkning, undtagen dem der flygtede, blev udslettet. Landsbyer og byer blev ødelagt ved hjælp af den brændte jords taktik, først af den røde hær og derefter af de tyske besættere, da de trak sig tilbage. Der var omkring ti millioner hjemløse i Ukraine i 1945.
Efter 2. verdenskrig blev Ukraine en af de største og mest velstående Socialistiske Sovjetrepublikker (SSRS).
1954, under Khrusjtjovs regeringstid, blev Krim-halvøen overført fra Russiske SFSR til Ukrainske SSR.
Efterkrigstiden i Ukraine var præget af genopbygning og stærk industrialisering samt hurtig befolkningstilvækst. Befolkningen i den ukrainske SSR steg fra omkring 36,5 millioner i 1950 til 51,7 millioner i 1989.
Den 26. april 1986 indtraf der en ulykke på Tjernobyl-atomkraftværket, hvor reaktor 4 nedsmeltede. De tre øvrige reaktorer kunne køre videre efter ulykken med fuld bemanding, men blev efter pres fra omverdenen lukket ned i hhv. 1991, 1996 og 2000. Siden da er der bygget en sarkofag over værket og det fungerer som en turistattraktion med daglige busser fra Kiev.
I forbindelse med Sovjetunionens opløsning opnåede Ukraine sin statsuafhængighed i december 1991 efter en folkeafstemning med 90,3 % godkendelse. Kvinders valgret blev bekræftet. Siden uafhængigheden har Ukraine søgt sin nationale identitet og internationale rolle mellem en vestlig orientering, såsom integration i Den Europæiske Union, og en østlig orientering, det vil sige en politisk orientering mod Rusland. Siden uafhængigheden har Ukraine lidt under alvorlige økonomiske og demografiske problemer. Siden uafhængigheden er befolkningen faldet med mere end 6,25 millioner mennesker. Siden da har det ikke været i stand til at opnå det økonomiske præstationsniveau, som det nød under Sovjetunionen. Ukraines bruttonationalprodukt nåede i 2012 kun 69,3 % af 1990-værdien.

### Efter murens fald
Efter uafhængigheden erklærede Ukraine sig neutral i udenrigspolitiske anliggender. Landet indgik dog et begrænset militært partnerskab med Rusland såvel som de andre SNG-lande, og i 1994 indgik den ukrainske regering et partnerskab med NATO. 1994 afleverede Ukraine sine atomvåben til Rusland mod forsikringer om sikkerhed i Budapest-memorandummet.
I 2000'erne udbyggede det ukrainske styre sit diplomatiske samarbejde med NATO. I denne periode bekendtgjorde man bl.a., at et fremtidigt medlemskab af NATO skulle sættes til folkeafstemning.
Krigen i Georgien i 2008 fik en frygt skabt i Ukraine for at Rusland også ville foretage en militær indgriben i Ukraine.
Den daværende præsident Viktor Jusjtjenko ønskede da et medlemskab af NATO, men dele af befolkningen var skeptiske, særligt russere i det østlige Ukraine og på Krim.
Op til det Ukrainske præsidentvalg i januar og februar 2010 havde den mere russisk-orienterede Viktor Janukovitj sagt at han ville holde Ukraine uden for NATO.
Han vandt valget.
I april 2010 og han fandt at det daværende samarbejde mellem Ukraine og NATO var tilstrækkeligt.
2013 suspenderede præsident Viktor Janukovitjs regering Ukraines samarbejdsaftale med EU og besluttede i stedet for at styrke de økonomiske bånd til Rusland. Det udløste en flere måneder lang bølge af demonstrationer og optøjer over hele Ukraine, der kaldes for Euromajdan. Demonstrationerne kulminerede i 2014 i Den Ukrainske Revolution, der førte til at præsident Janukovitj og hans regering blev afsat. Disse begivenheder førte i foråret 2014 til den russiske annektering af Krim samt krigen i Donbass.
Den 1. januar 2016 indgik Ukraine en frihandelsaftale med EU.
Sovjetunionens ledelse, med Nikita Khrusjtsjov i spidsen, vedtog i 1954 at overføre halvøen Krim fra den russiske til den ukrainske republik. Etniske russere udgjorde flertallet på Krim og ved opløsningen af Sovjetunionen krævede de selvstyre eller forening med Rusland. Tatarerne på Krim støttede Ukraine i striden om Krims status.
Efter demonstrationer i vinteren 2014 annekterede Rusland den 18. marts Krim-halvøen efter at have indsat militære styrker. EU-landene og USA iværksatte flere sanktioner rettet mod russiske magtpersoner og økonomi.
7. april 2014 overtog flere hundrede aktivister fra Rusland, sammen med nogle få lokale, den regionale administrationsbygning i byen Donetsk og udråbte den selverklærede statsdannelse Folkerepublikken Donetsk. Pro-ukrainske demonstrantrationer blev spredt med magt.[kilde mangler]
Efter Euromajdanprotestbevægelsen og omstyrtelsen af Ukraines præsident Viktor Janukovitj under den ukrainske revolution i 2014, øgede lokale Antimaidan og pro-russiske protester i området, og kulminerede i proklamationen af Folkerepublikken Lugansk den 27. april 2014
Den 24. maj 2014 enedes folkerepublikken Lugansks regering med lederne af Folkerepublikken Donetsk om at skabe en føderation, kendt som Novorossiya, Den Føderative stat Nyrusland.
En stor russisk troppekoncentration langs Ukraines grænse og faren for en russisk invasion blev fornyet i slutningen af 2021. I denne forbindelse underskrev den russiske præsident Vladimir Putin den 21. februar 2022 et dekret, der anerkendte uafhængigheden af de pro-russiske separatistområder.
Den 24. februar 2022 kulminerede konflikten. Rusland, som separatisterne anmodede om militær støtte, angreb Ukraines luftbaser med "præcisionsvåben". Det oplyser øjenvidner og det russiske forsvarsministerium. Grænsen til Ukraine blev også angrebet fra hviderussisk og russisk territorium. Der er oplysninger om detonationer i flere byer, herunder Kyiv. Som følge af angrebene erklærede den ukrainske præsident krigstilstand i landet.
Se Ruslands invasion af Ukraine 2022 og Tidslinje over Ruslands invasion af Ukraine 2022.
Den 28. februar 2022, kort efter det blev invaderet af Rusland, ansøgte Ukraine om medlemskab af Den Europæiske Union (EU).

## Politik
Ukraine er en demokratisk republik, hvor den lovgivende, udøvende og dømmende magt er adskilt. Præsidenten vælges ved flertalsvalg for femårsperioder og nominerer premierministeren. Nationalforsamlingen, Verkhovna Rada, må så bekræfte dette valg.
Krim har en speciel politisk status med eget parlament. Vedtagelser af dette parlament kan alligevel forkastes af den ukrainske forfatningsdomstol, hvis de skulle stride mod den ukrainske grundlov. Krims stilling i Ukraine er efter Ruslands de facto annektering af området i 2014 uafklaret.
De enkelte regioner og administrative enheder i Ukraine har udstrakt lokalt selvstyre. Kommunale styrelser og borgmestre i byerne bliver valgt ved direkte valg og har kontrol over egne budgetter.
Efter løsrivelsen fra Sovjetunionen i 1991 domineres politikken i Ukraine fortsat af en omfattende statslig og bureaukratisk kontrol. Landet er præget af omfattende korruption, hvilket staten ikke har kunnet styre.
Ukraine har efter selvstændigheden fra Sovjetunionen været præget af en række indre spændinger, der i 2005 førte til Den orange revolution. Demonstrationerne medførte præsident Viktor Janukovitjs fald og bragte Viktor Jusjtjenko, der er provestlig og er tilhænger af medlemskab i NATO og EU, til magten. Julia Timosjenko, der var premierminister under Viktor Jusjtjenko, var ligeledes tilhænger af medlemskab såvel af NATO som EU men har vendt i spørgsmålet om NATO.
Efter en række konflikter med Julia Timosjenko fik Viktor Jusjtjenko kun 5.45% af stemmerne ved præsidentvalget i 2010, mod Viktor Janukovitjs 48.95% og Julia Timosjenkos 45.47%. Viktor Janukovitj er prorussisk. Han er modstander af medlemskab af NATO og EU.
Præsidentvalget i 2010 medførte dog ikke en afklaring af landets indre spændinger, der atter blussede op i forbindelse med omfattende uroligheder i hovedstaden Kyiv fra november 2013. I dagene 18.-21. februar 2014 var der omfattende gadekampe i Kyiv, hvor mindst 75 mennesker omkom.
Den 22. februar 2014 afsatte det ukrainske parlament, Verkhovna Rada, med stemmetallene 328-0 regeringen og præsident Viktor Janukovitj, den 23. februar udnævnte parlamentet Oleksandr Turtjinov til fungerende præsident frem til nyt præsidentvalg den 25. maj 2014.

Efter indsættelsen som fungerende præsident udtalte Oleksandr Turtjinov: 
| Citat | "Vi er parat til en dialog med Rusland ... som tager hensyn til Ukraines europæiske valg, som jeg håber vil blive bekræftet i præsidentvalget." | Citat |
|       | |       |

Afsættelsen af præsident Janukovitj og Ruslands annektering af Krim medførte yderligere uroligheder i den østlige del af landet vendt mod den nye regering i Kyiv. I oblasterne Donetsk og Luhansk tog bevæbnede militser kontrol over regeringsbygninger og militære anlæg og erklærede i april 2014 løsrivelse af Ukraine i form af Folkerepublikken Donetsk og Folkerepublikken Lugansk. Militserne støttes åbent af Rusland, der fra flere sider hævdes at støtte militserne militært. Urolighederne har medført adskillige dræbte på begge sider af konflikten og har medført en større flygtningestrøm: ca. 110.000 anslås at være flygtet til Rusland og ca. 54.000 til det vestlige Ukraine.

## Økonomi
Ukraines bruttonationalprodukt per indbygger er ca. en femtedel af gennemsnittet for EU. Landet har siden år 2000 vist store vækstrater på op til 12.1%, men økonomien led et væsentligt tilbageslag i 2009.
Ukraine forhandlede en associeringsaftale med EU i 2013, men disse forhandlinger brød sammen da præsident Janukovitj nægtede at underskrive aftalen. Janukovitj indgik i stedet en aftale om hjælpepakke med Rusland på 15 milliarder dollars i form af lån og lavere gaspriser. Den efterfølgende politiske uro i landet og afsættelsen af Janukovitj har dog medført at den russiske hjælpepakke ikke er sendt.
Ukraines vigtigste eksportartikler er militærudstyr, metaller, rør, maskiner, benzinprodukter, tekstiler og landbrugsvarer. Energiforsyningen er afhængig af olie og gas fra Rusland, hvilket gentagne gange har skabt uoverensstemmelser med nabolandet.
Blandt store virksomheder i landet er Naftogaz, som er Ukraines statsejede olie- og gasselskab. Selskabet havde omkring 175.000 ansatte i 2014.

## Næringsliv
I Sovjettiden var Ukraine et vigtig område i Sovjetunionen, både industrielt og landbrugsmæssigt, hvor Ukraine gerne blev omtalt som «Sovjets kornkammer». I dag er Ukraine meget afhængig af Rusland, når det gælder energiforsyninger, specielt gælder dette naturgas.
Manglende strukturmæssige reformer har også gjort den ukrainske økonomi sårbar for ydre påvirkninger. Efter løsrivelsen fra Sovjetunionen i 1991 blev der indført en markedsstyret prissætning af de fleste varer, samtidig som regeringen fremlagde flere lovforslag for privatiseringen af statens ejendom. Omfattende modstand mod disse ændringer blandt politikerne hindrede imidlertid at disse forslag blev gennemført. Dette førte til, at industriproduktionen i 1999 var 40 procent af hvad den var i 1991. En ødsel pengepolitik førte til at inflationen udviklede sig til hyperinflation i slutningen af 1993. I 2004 levede omkring 70 procent af befolkningen under fattigdomsgrænsen.
I 2000 viste bruttonationalproduktet en vækst i eksporten på 6 procent. Dette var den første registrerede vækst siden uafhængigheden i 1991. Samtidig voksede industriproduktionen med 13 procent. Denne vækst fortsatte i 2001, hvor bruttonationalproduktet øgedes med 9 procent og industriproduktionen med over 14 procent. Væksten var underbygget af stor efterspørsel nationalt og af øgende optimisme hos forbrugerne og investorer.
Kharkiv er en vigtig industriby. Kulfelterne ved Kharkiv stod en periode for halvdelen af Sovjetunionens kulproduktion. Kul er Ukraines vigtigste mineralforekomst og den mest udnyttede, i tillæg er der væsentlige forekomster af jernmalm, uran, antracit, naturgas og olie. Stål, kemikalier og maskiner er vigtige industrigrene. Særlig Donetsk (Donetskbækkenet) har store kulreserver, og disse regnes som de største i Europa. Udvindingen er foregået siden 1820. Donetskbækkenet er omtrent 310 km langt og 130 km bredt. Lviv-området har også en betydelig kulproduktion. Olie er blevet udvundet i Karpaterne og ved Poltava. Ukraine havde en fjerdedel af Sovjetunionens produktion af naturgas, som findes særlig i Dasjava ved Karpaterne og i Sjebelinka ved Kharkiv. Ukraine har betydelige forekomster af blandt andet fosfat, mangan og titan, som er mindre udnyttet. Landet blev stærkt industrialiseret under sovjetisk styre og producerede en stor del af Sovjetunionens metaller, elektriske maskiner og motorer, turbiner, transformatorer, lokomotiver og gravemaskiner samt våben- og rumfartsteknologi. Efter selvstændigheden er industrien blevet forældet på grund af manglende investeringer og manglende produktudvikling. I sovjettiden stod Ukraine for 25 % af Sovjetunionens landbrugsproduktion med omkring halvdelen af majs- og sukkerproduktionen.

## Religion
Ukraine har ingen statsreligion, og grundloven af 1996 garanterer fuld religionsfrihed. I 2004 tilhørte 50,44 % af ukrainerne den ukrainske ortodokse kirke (Kyiv-patriarkatet), 34,15 % den ukrainske ortodokse kirke (Moskva-patriarkatet), 8,02 % den ukrainsk græskkatolske kirke, og 2,19 % den romerskkatolske kirke. 2,19 % opgav at være protestanter, 0,63 % var jøder, og 3,2 % tilhørte andre trossamfund. Den rutenske græskkatolske kirke er en unert kirke som anerkender paven. Den romersk-katolske kirke har medlemmer hovedsagelig i det vestlige Ukraine. Mindre end 20 % af de etniske russere i Ukraine anser sig som «praktiserende troende». Ukraine har historisk ligget mellem den katolske og den ortodokse kirkes indflydelse.
Det anslås fra både statslig og uafhængig hold at Ukraine har omkring 500.000 muslimer. Majoriteten af Ukraines muslimer er krimtatarer.
I den ortodokse kirke i Ukraine var der i hele 1900-tallet stor modstand mod at anerkende Moskvas overhøjhed. Den autokefale kirke blev oprettet (eller genoprettet) i 1989 under perestrojka og oprettede forbindelse med den ukrainske kirke i eksil i vesten siden revolutionen. Moskva-patriarkatet gav straks den russisk-ortodokse kirke i Ukraine et nyt navn og status, «Den ukrainske ortodokse kirke» (under Moskva). Det blev efterhånden tre organisationer som gjorde krav på at være den ukrainsk-ortodokse kirke. Denne politisering af det kirkelig liv i Ukraine hænger sammen med nationalismen. Ukrainsk nationalisme har knyttet sig til den unerte kirke som findes i de vestligste områder som aldrig har været en del af det russiske imperium og i disse områder var der et bedre grundlag for at dyrke en egen ukrainsk identitet. I 1946 krævede Stalin at den ukrainske-katolske kirke som underordnet Moskva-patriark. I 1990 gav patriarken i Moskva betydelig autonomi og et nyt navn til den ortodokse kirke i Ukraine. I juni 2001 besøgte pave Johannes Paul II Ukraine og det var første gang til et område som den russiske ortodokse kirke regner under sin jurisdiktion. Patriark Aleksej II af Moskva modsatte sig besøget.

## Ukrainsk litteratur
I Kijevriget etableredes kristendommen 988 og med den områdets tidligste litteratur. Den ældste ukrainske litteratur var kristne prædikerne, helgenlegender og historiske værker som oversattes fra græsk til østslavernes fælles skriftsprog kirkeslavisk. De senere opdelinger i ukrainske, belarussiske og russiske sprog var endnu ikke begyndt, så den tidlige ukrainske litteratur var i princippet den samme som i den tidlige russiske litteratur.
Denne sproglige enhed brød i og med mongolernes og tatarernes magtovertagelse i 1200-tallet. Store dele af nutidens Ukraine havnede derefter under litauisk og polsk overhøjhed, som havde en negativ indflydelse på det lokale sprogs egenart. 1632 grundlagdes et ortodoks akademi i Kyiv, som modvirkede den polske og katolske indflydelse fra vest. Da Moskva i 1700-tallet overtog magten over det centrale Ukraine, måtte akademiet samarbejde med teologer og andre andre skriftkloge fra Rusland.
I 1798 blev i Sankt Petersborg trykt det første værk, der skildrer den moderne ukrainske litteratur – de første dele af Ivan Kotljarevskyjs Enejida, som skildrer Ukraines historie. Værket gjorde opmærksom på den nye russiske provins' egen kultur, som medvirkede til, at der spredtes forskellige samlinger "lillerussiske" viser og fortællinger. En del ukrainske forfattere som for eksempel Nikolaj Gogol – skrev på russisk, medens andre vekslede mellem russisk og ukrainsk. Den første realistiske fortæller på ukrainsk var Hryhorij Kwitka-Osnowjanenko, som blandt andet inspirede Gogol til at skrive Revisoren.
Den store romantiske nationaldigter var Taras Sjevtjenko, som bidrog til at skabe en ukrainsk nationalbevidsthed. Hans poesi fik efterhånden en mere politisk og samfundskritisk indhold, og han blev ramt af en langvarig forvisning til Sibirien. Marko Vovtjok blev kendt i udlandet for sine landsbyfortællinger og Gustave Flaubert oversatte en af hendes romaner til fransk.
I den anden halvdel af 1800-tallet var Ivan Franko en hovedfigur i det ukrainske kulturliv. Han skrev både politiske og litteraturvidenskabelig værker, historiske romaner og dramatik og oversatte blandt andet Henrik Ibsen til ukrainsk.
Århundredeskiftets modernisme repræsenteredes af Mychajlo Kotsiubynskyj, og blandt modernisterne var Lesja Ukrajinka en populær poet. I Ukrajinkas Kassandra sammenlignes Ukraines tragiske historie med Den trojanske krig.
Efter 1. verdenskrig deltes de ukrainske områder mellem vest og øst. Efter at det vestlige Galicien blev en del af det nye genoprettede Polen, kunne den ukrainske kultur nyde en vis frihed. I det sovjetiske Ukraine blev den ukrainske kultur styret fra Moskva. Blandt de forfattere som accepteredes under det nye regime var Pavlo Tytjina, og han tildeltes både ordner og høje poster i kulturlivet. I 1970-erne kom der nye signaler, hvor man fosøgte at forene den nationale og den europæiske kultur.
Efter selvstændigheden i 1991 kom der en ny generation af forfattere, med friere tekster.

## Turisme
Ukraine er et populært rejsemål. Den ukrainske del af Karpaterne er for eksempel velegnet til skisport, vandringer, lystfiskeri og jagt.
Kystlinjen mod Sortehavet er et populært rejsemål om sommeren. Ukraine har vingårde der producerer lokale vine, ruiner af gamle slotte, historiske parker, ortodokse og katolske kirker samt nogle moskeer og synagoger.
Landets hovedstad Kyiv har mange unikke bygningsværker og brede boulevarder.
Der er 25 museer, et planetarium, teater og flere botaniske og zoologiske haver. Et af de mest kendte vartegn er Museet for Den store fædrelandskrig med statuen Rodina-mat på toppen. Med soklen er monumentet 102 meter højt, og det fjerde største i verden af sin slags. Kyiv-operaen er også berømt og er blandt de bedste operahuse i det tidligere Sovjetunionen.
Petjerskaklostret og St. Sofia-katedralen er begge på UNESCO's liste over verdens kultur- og naturarvssteder.
Havnebyen Odessa er en blanding af mange kulturer, som den jødiske, græske og armenske.
Lviv i vest er en universitetsby med et stort kulturelt tilbud og arkitektur. Byen blev i beskeden grad bombet under anden verdenskrig. Omkring halvdelen af alle kulturminder i Ukraine befinder sig i Lviv.
Tjernihiv i nord har mange gamle bygninger, klostre og kirker.